# عصب جفني سفلي
العصب الجفني السفلي  (الفروع الجفنية السفلية) هو عصب متفرع من العصب تحت الحجاج و يصعد خلف العضلة الدويرية العينية.
يقوم العصب بتغذية الجلد وملتحمة منطقة الجفن الأسفل، ينضم في الزاوية الجانبية لمحجر العين إلى العصب الوجهي  والعصب الوجني الوجهي.